# Jardin botanique de Tours
 (juillet 2014).
Si vous disposez d'ouvrages ou d'articles de référence ou si vous connaissez des sites web de qualité traitant du thème abordé ici, merci de compléter l'article en donnant les références utiles à sa vérifiabilité et en les liant à la section « Notes et références ».
Le Jardin Botanique de Tours est situé à l'Ouest de la ville boulevard Tonnellé, face à la l'hôpital Bretonneau. Il est implanté sur une ancienne zone humide traversée autrefois par le ruisseau Sainte-Anne. Ce cours d'eau reliait directement la Loire et le Cher et alimentait les douves du château de Plessis-lès-Tours.

## Histoire
Le jardin botanique de Tours fut construit entre 1831 et 1843 grâce aux tourangeaux et tout particulièrement à la ténacité, sans la générosité, de Jean-Anthyme Margueron, pharmacien. En effet, ce pharmacien fut à l'initiative de ce projet comportant une école de botanique destinée aux étudiants de la nouvelle école de Médecine et de Pharmacie située en face du jardin.
David Barnsby, médecin et directeur du jardin, permit dès 1869 l'acquisition de quelques animaux exotiques.
Le jardin a survécu à de nombreuses agressions : inondations de 1846 et 1856 (2 m d'eau dans les serres !), incendie de l'Orangerie en 1869, bombardements de 1944, tempêtes de 1953, 1987...
La partie Nord du jardin fut profondément réaménagée de 1981 à 1983 afin de présenter les collections botaniques sous une forme plus moderne.
L'allée centrale de Magnolia grandiflora plantée en 1857, fut renouvelée en 1882 et 1984.
Les serres créées en 1869, ont été rénovées depuis 2007 pour devenir actuellement les serres "Biodivers". Elles présentent 3 nouvelles thématiques : les plantes menacées des flores d’Afrique du Sud et des sous-bois tropicaux ainsi que les plantes tropicales utilitaires.
La construction d'une nouvelle serre d'Orangerie en 2008 permet l'hivernage des végétaux en bacs.
Toujours dans la volonté d'une constante évolution, une création contemporaine, le jardin du Design végétal (ou "D'un Monde à l'Autre" ?), a vu le jour au nord des serres en 2009.
Depuis 1945, le jardin a un double statut : le Service municipal des Parcs et Jardins assure la direction technique et le Laboratoire universitaire de Botanique et de Biologie Végétale de l'U.F.R. des Sciences Pharmaceutiques coordonne la direction scientifique.
Cette organisation originale a permis au jardin d'obtenir l'agrément "Jardin Botanique de France et des Pays Francophones" en 2000.
Le jardin est à l'inventaire général du patrimoine culturel français.

## Missions
Aujourd'hui le jardin continue à mener différentes missions :
- assurer la sauvegarde de plantes rares et protégées par leur conservation ex situ et l'échange de matériel végétal entre les jardins botaniques du monde entier grâce à l'Index Seminum,
- coordonner des travaux de recherches scientifiques (chercheurs - étudiants) pour une meilleure connaissance du végétal,
- sensibiliser et diffuser le savoir scientifique auprès de tous les publics.

## Galerie photographique

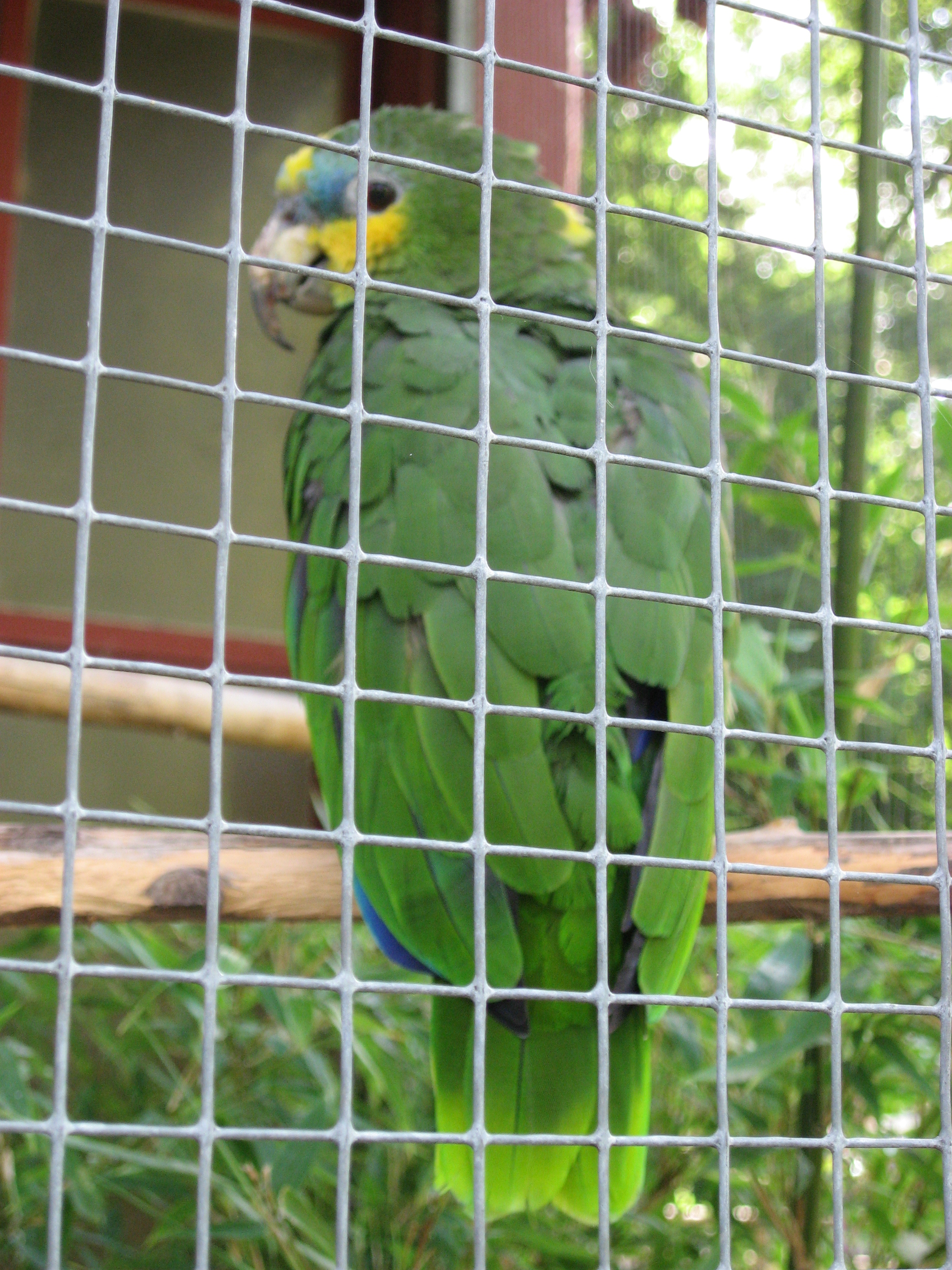
Amazone aourou
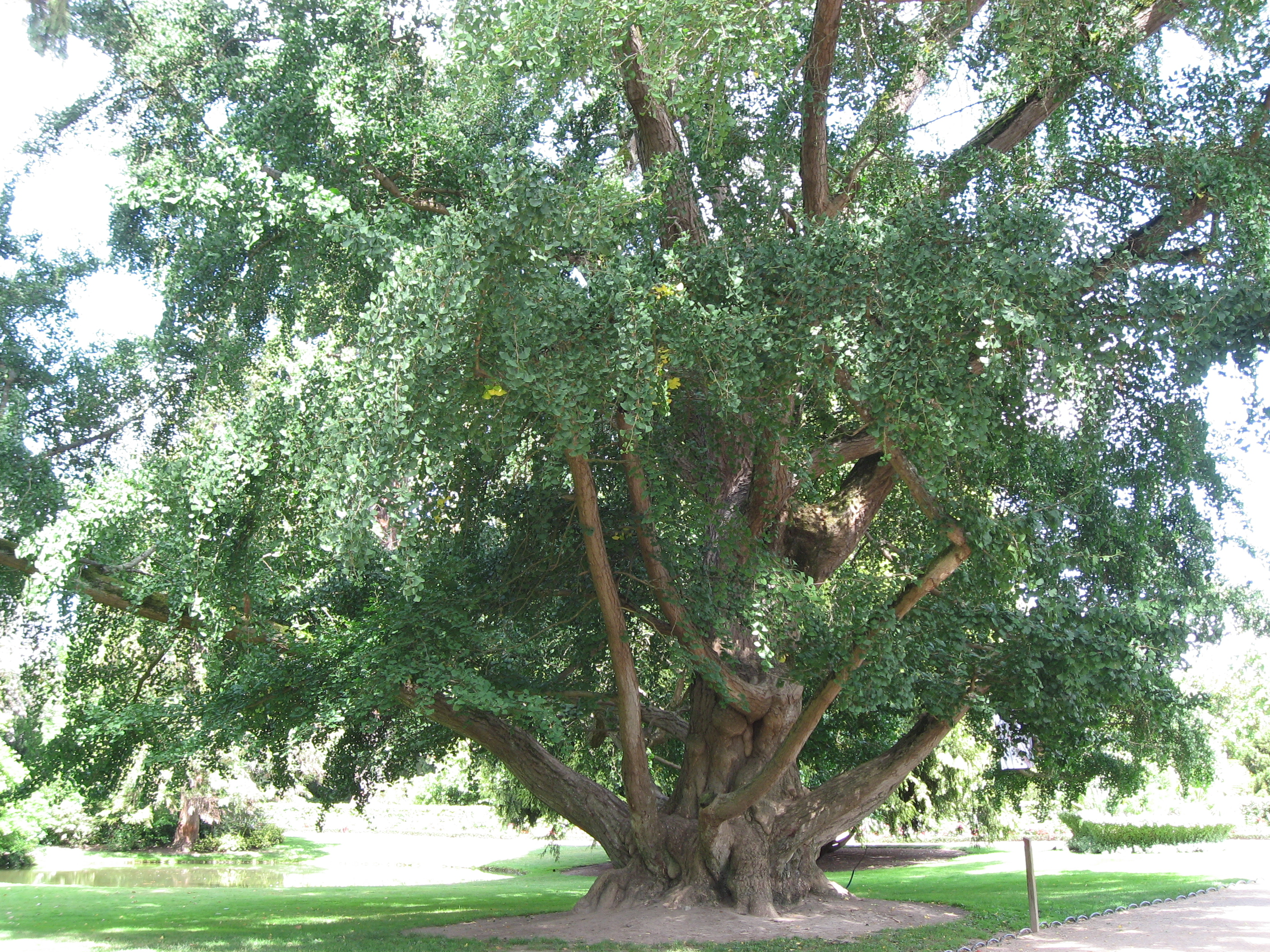
Ginkgo biloba
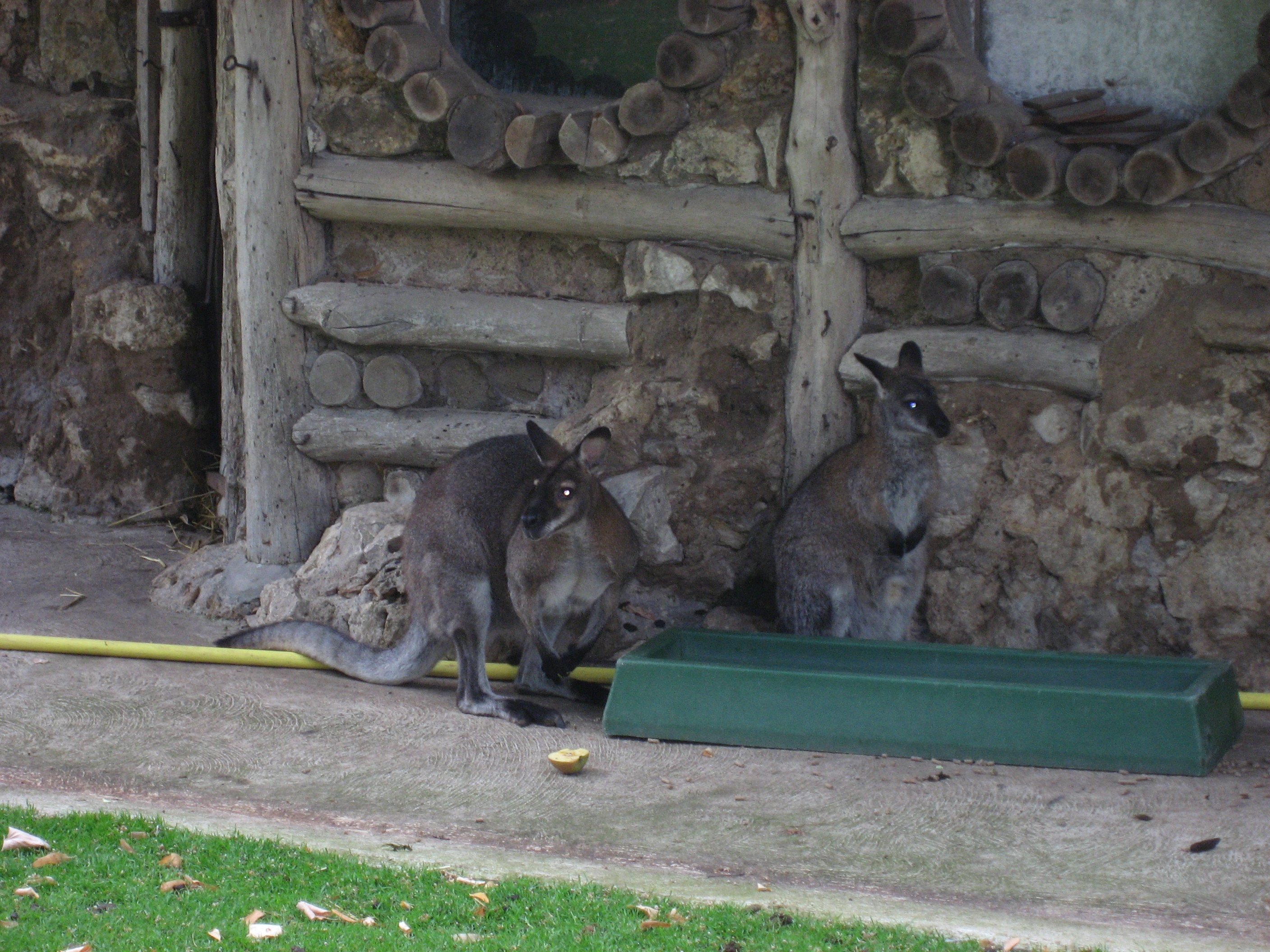
Wallaby à cou rouge
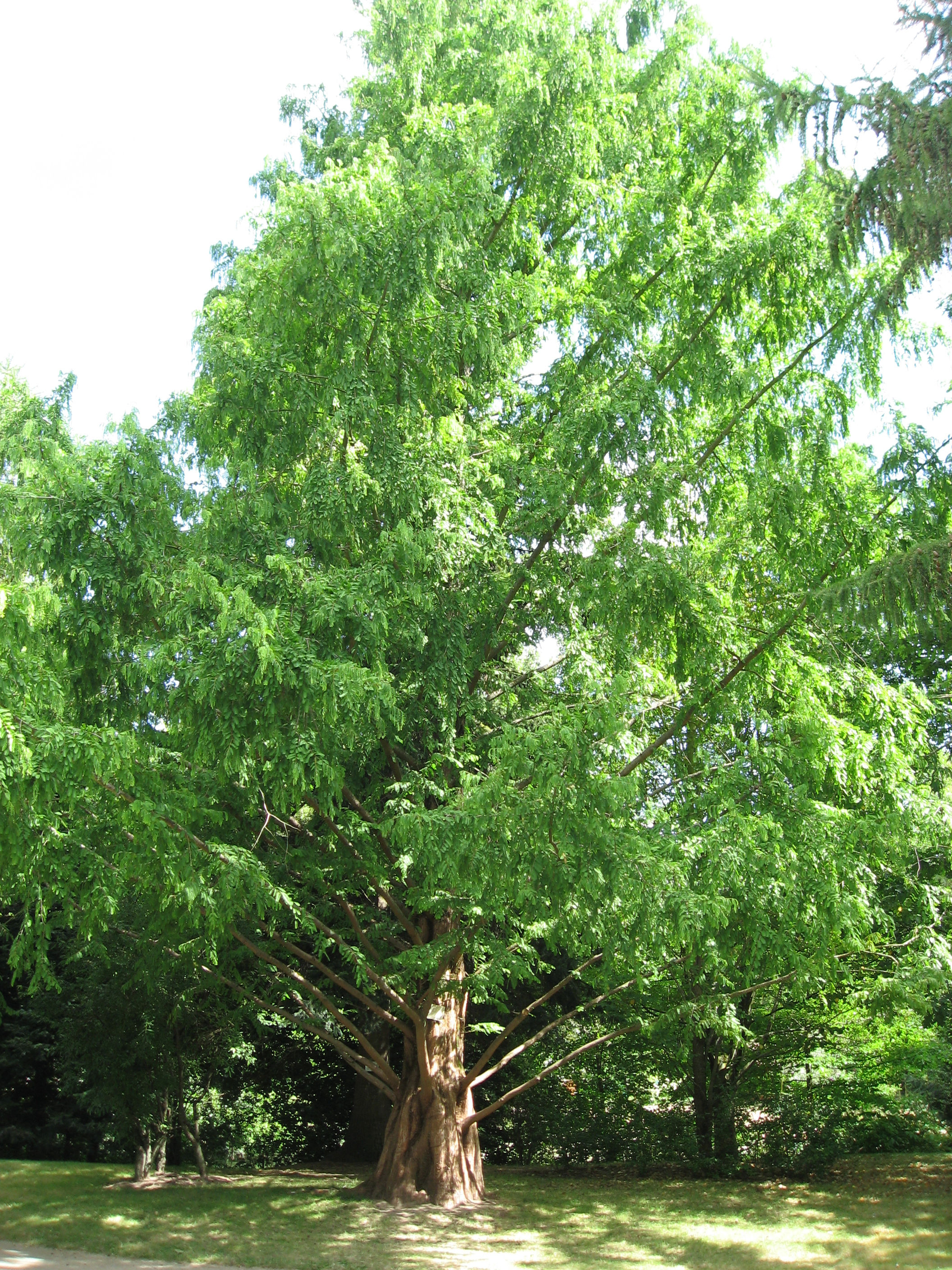
Metasequoia glyptostroboides
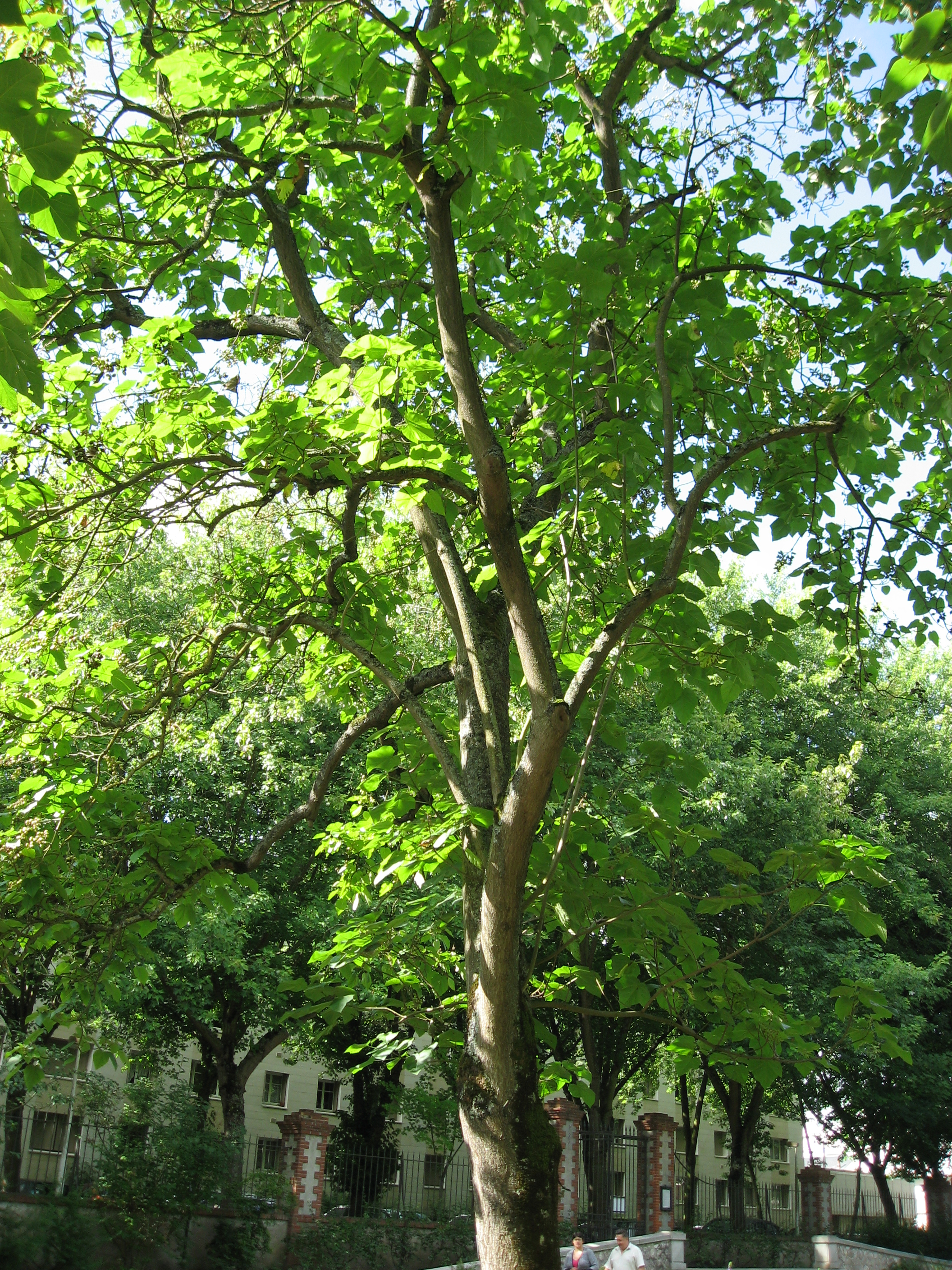
Paulownia tomentosa
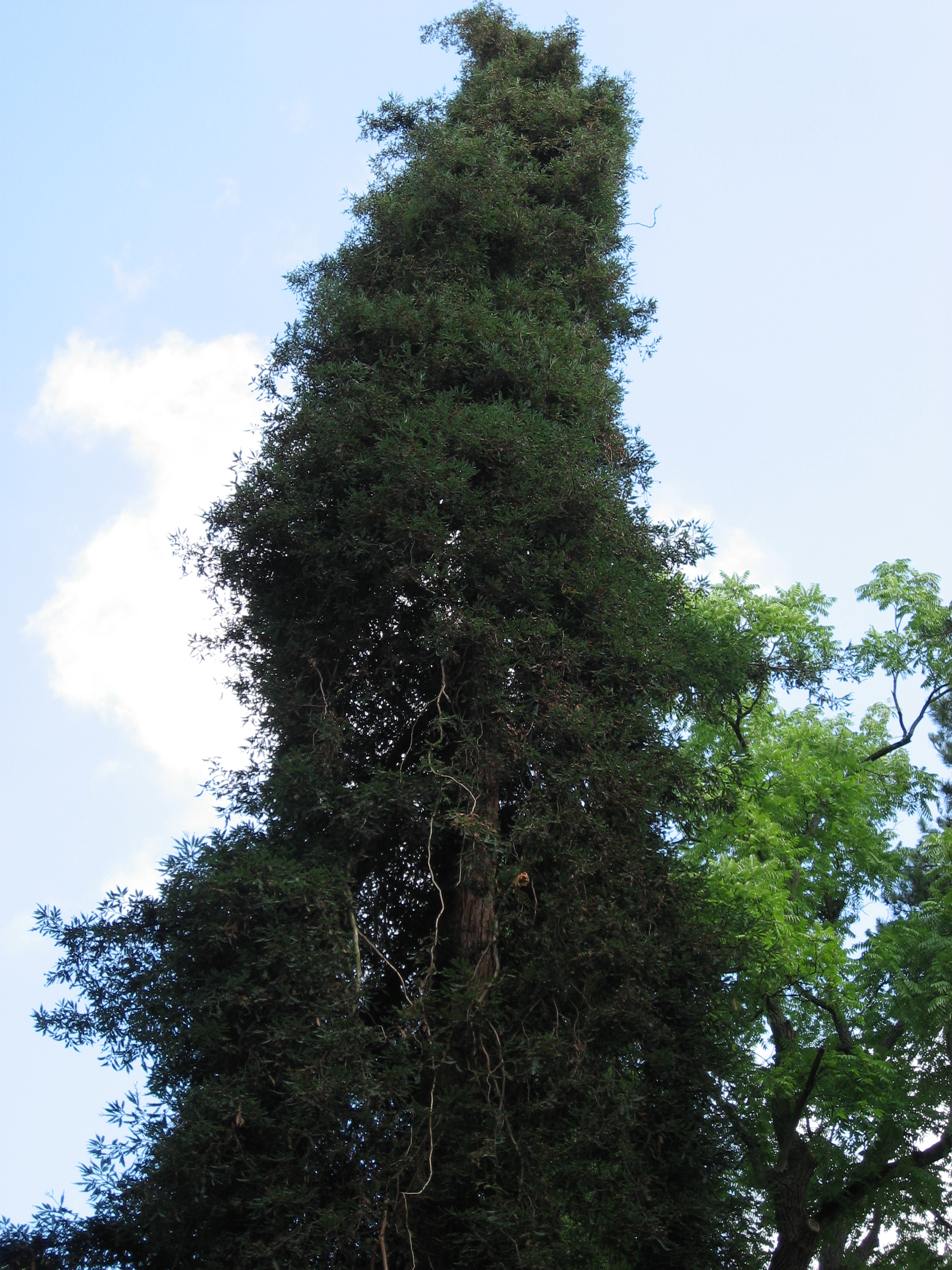
Sequoia sempervirens
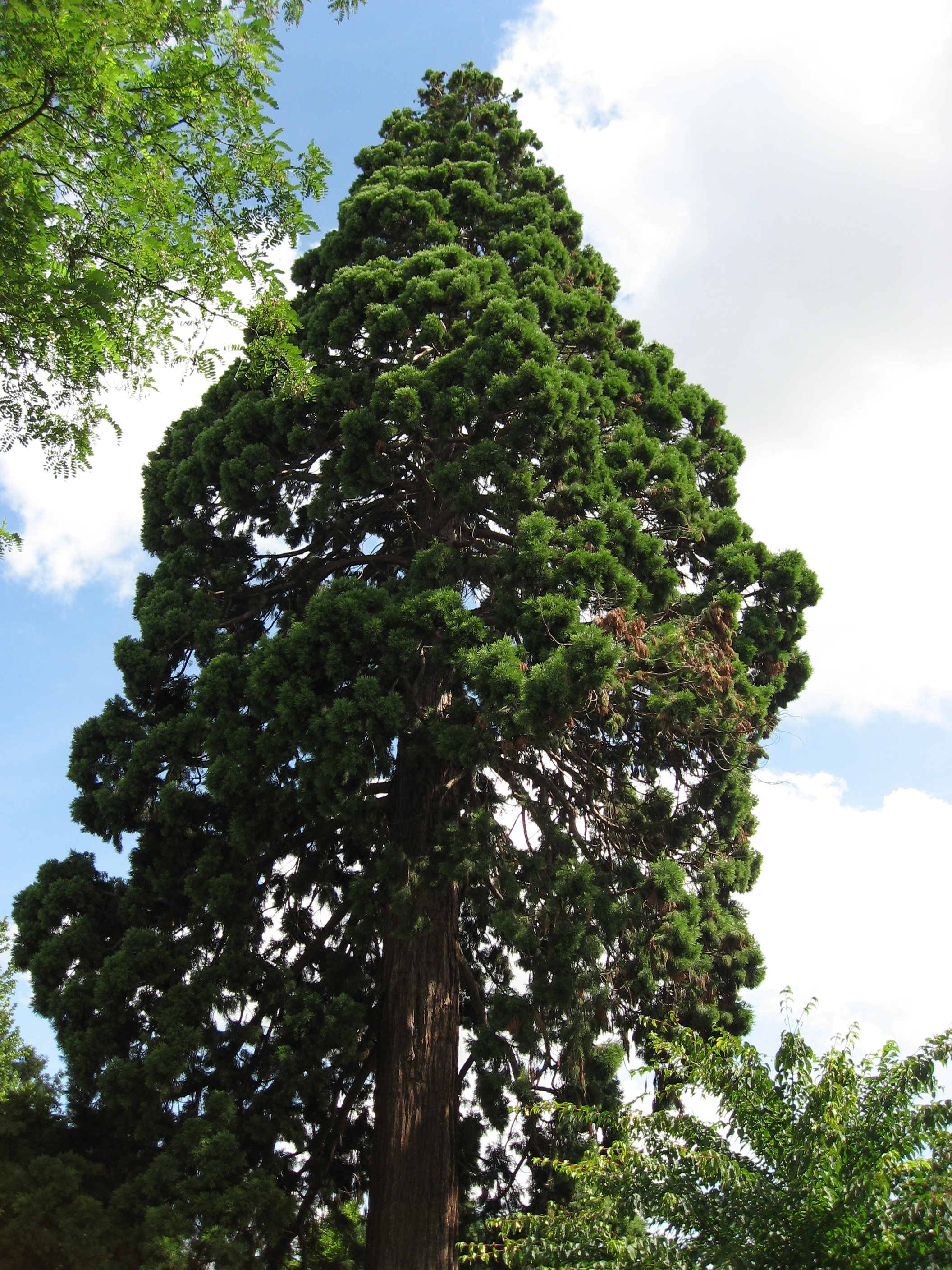
Sequoiadendron giganteum (Abattu)
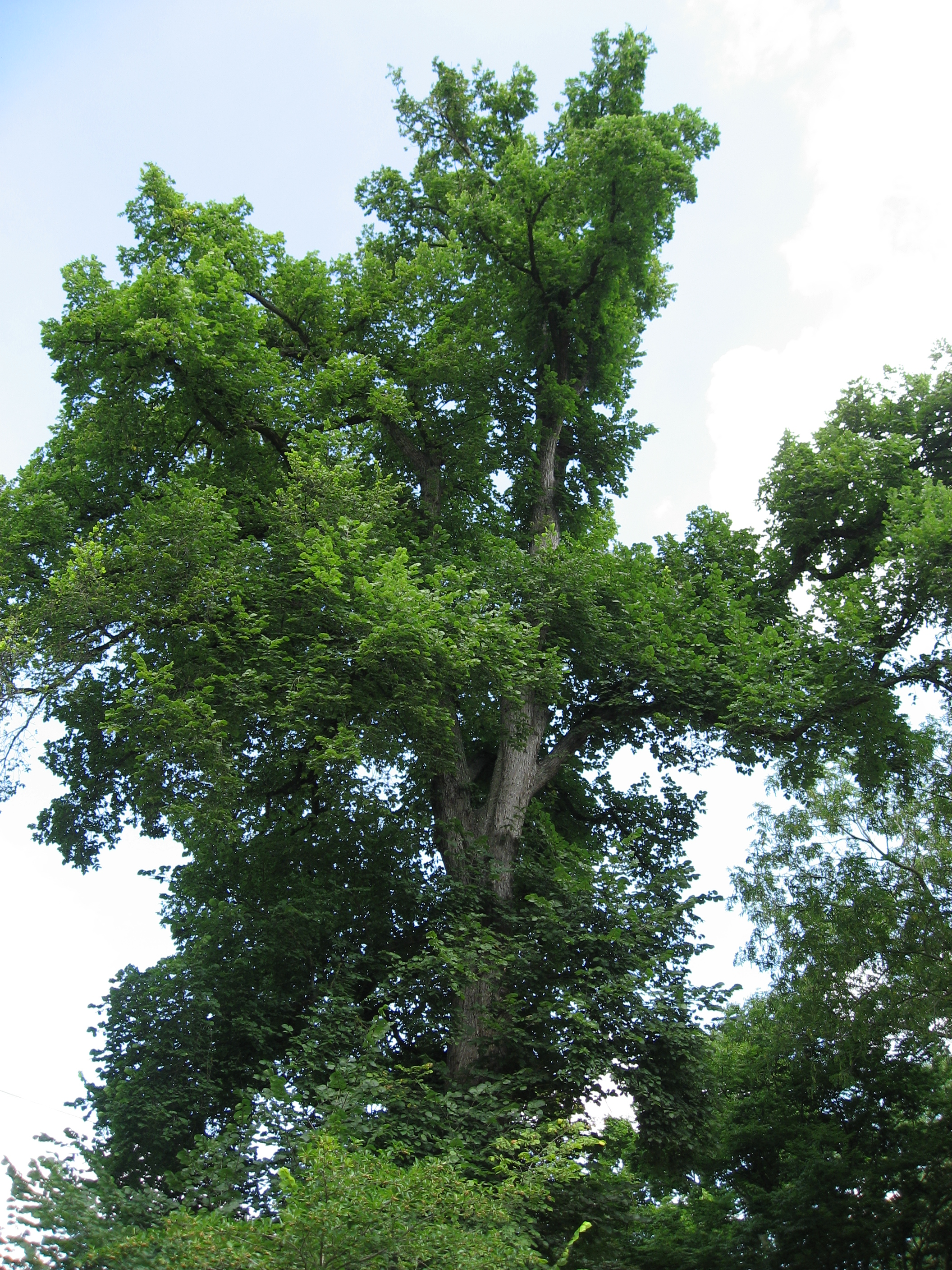
Orme d'Amérique
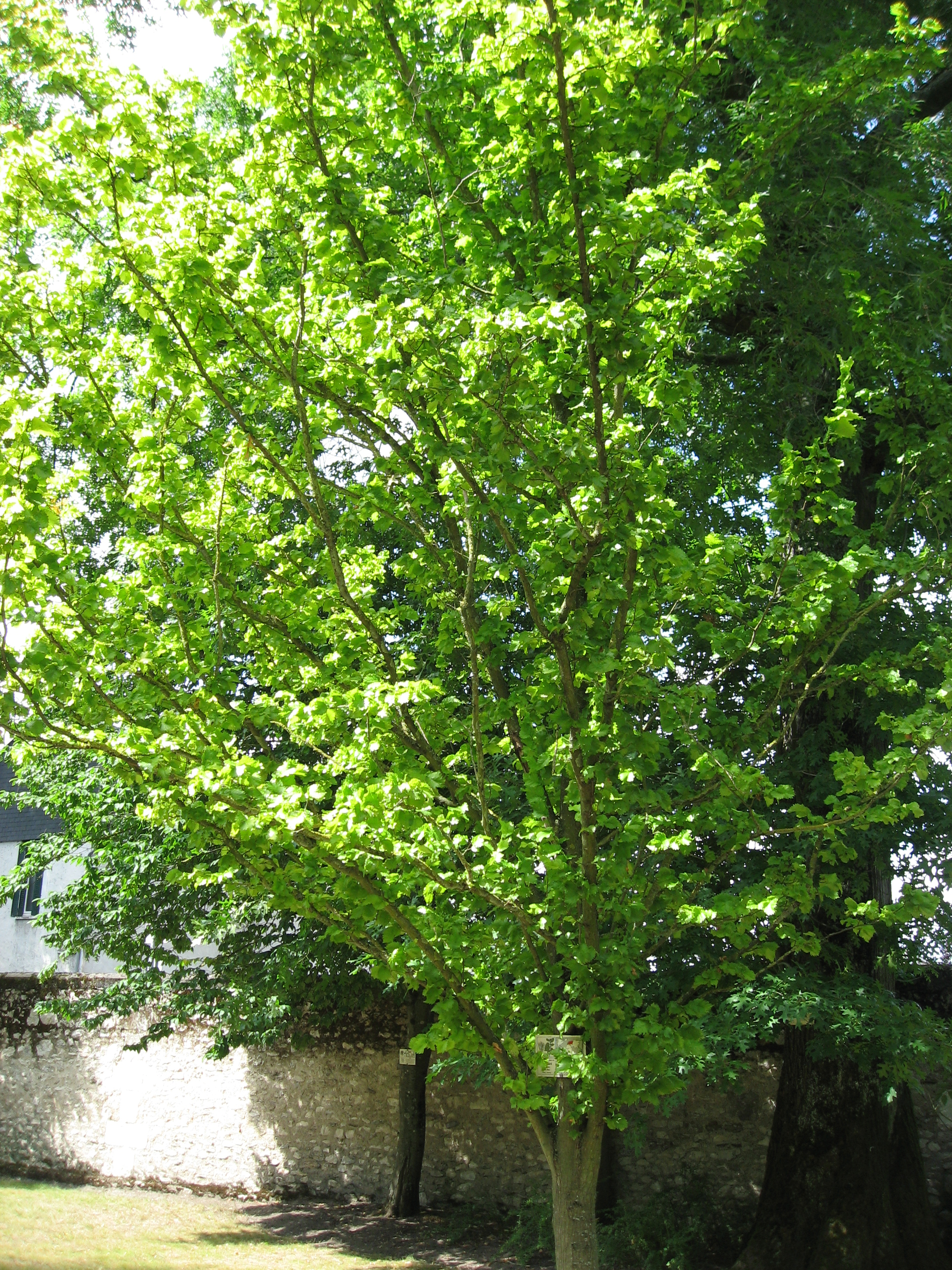
Ulmus × hollandica 'Wredei'
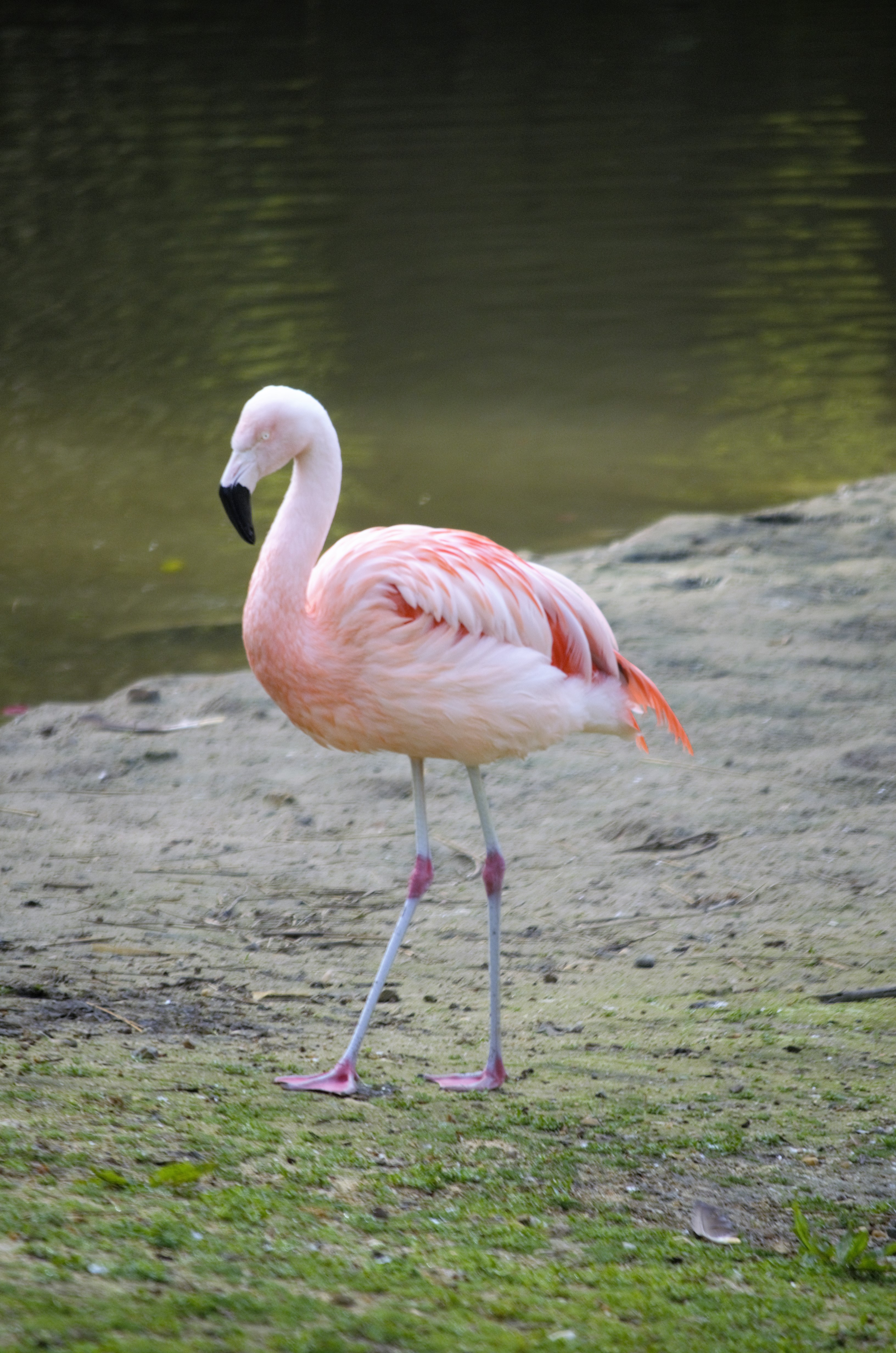
Flamant rose